# Dorycnium graecum
Dorycnium graecum es una planta de la familia de las fabáceas.

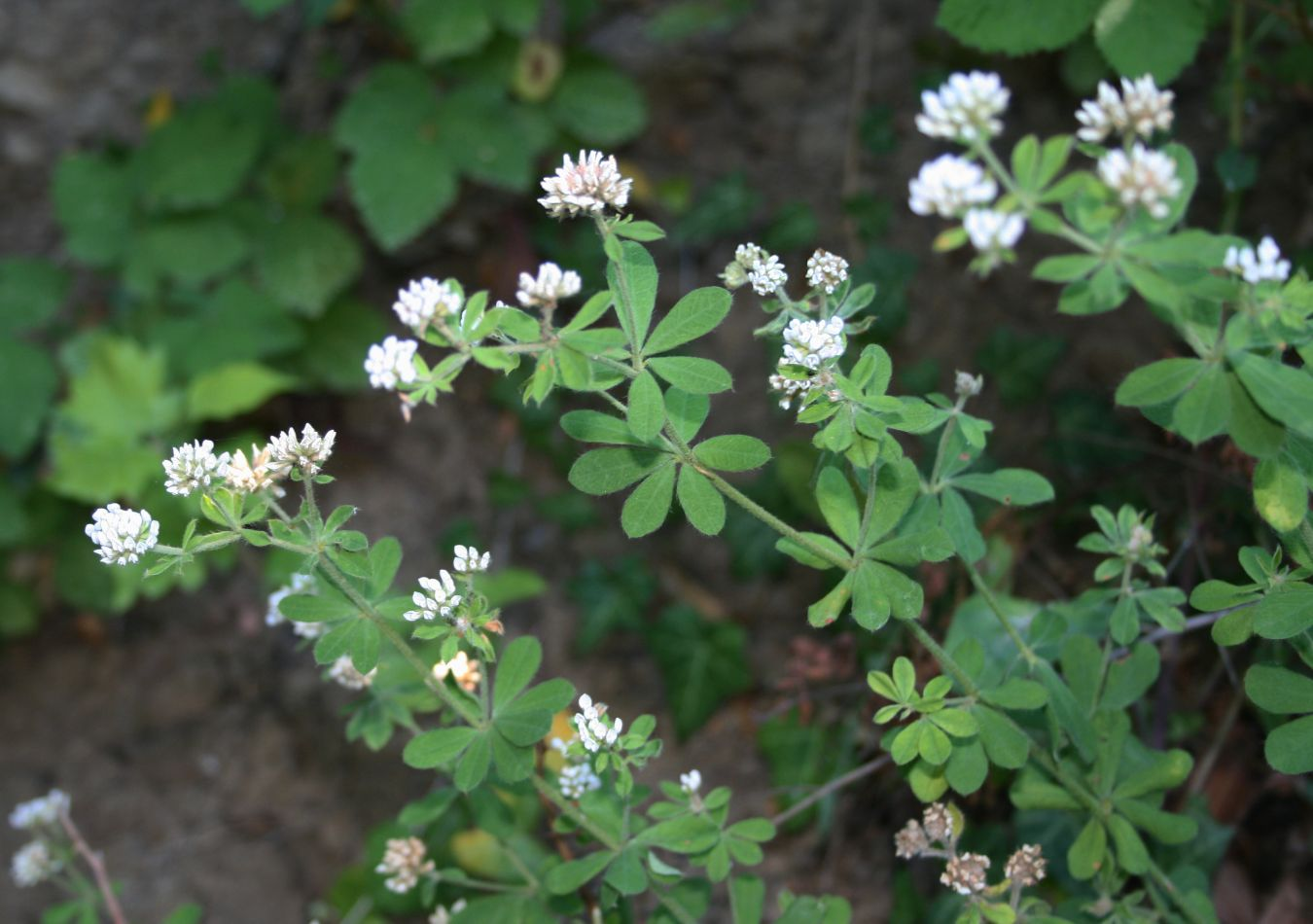
Detalle de la planta

## Descripción
Como Dorycnium pentaphyllum pero tiene los dientes del cáliz iguales (no desiguales), las flores blancuzcas con la punta de la quilla púrpura y de 6-7 mm, y la vaina blonga y de 4,5-7 mm de argo

## Distribución y hábitat
Distribuida por Grecia, Turquía y Chipre incluidas las islas del Mar Egeo. Habita en maquias y terrenos arbolados. Florece en primavera y verano.

## Taxonomía
Dorycnium graecum fue descrita por (L.) Ser. y publicado en Prodromus Systematis Naturalis Regni Vegetabilis 2: 208. 1825.
Etimología
Dorycnium: nombre genérico que procede del griego doryknion, que significa "lanza".
graecum: epíteto latino que significa "de Grecia".
Sinonimia
- Bonjeania graeca (L.) Griseb.
- Dorycnium latifolium Willd.
- Lotus graecus L.[5]